# Leonardo Preziosi
Leonardo Preziosi De León (Montevideo, 27 de agosto de 1972) es un actor, dramaturgo y director teatral uruguayo. 
Realizó sus estudios en la Escuela del Teatro Circular de Montevideo titulándose en 1996.
Como actor ha participado en diversas obras: Ángeles en América dirigida por Taco Larreta, Ubú Rey dirigida por Horacio Buscaglia, Bodas de Sangre dirigida por Rubén Yáñez y Ah Machos dirigido por Fernando Toja.
Ha sido director y libretista de Carnaval de los Humoristas Los Buby's,  las murgas Diablos Verdes y El Gran Tuleque y de los parodistas Los Adam's, Nazarenos y Zíngaros.

## Obras
- 2001: A las doce de la noche se baila La Traviata
- 2006: Llorones (Industria Nacional)
- 2007: La Ciudad de los Mosquitos
- 2008: Detrás del olvido

## Premios por su trabajo teatral
En 1997 recibe por parte de la Asociación de Críticos Teatrales del Uruguay, el premio Florencio a mejor iluminación junto a Adán Torres, por su trabajo en la obra: Emma Zunz de Jorge Luis Borges.
En 2005 recibe por parte de AGADU (Asociación de Autores del Uruguay) el premio MUSA como autor del período 2004 - 2005.

## Premios por su trabajo en Carnaval
- 2001 Premio al mejor letrista del carnaval por los Diablos Verdes
- 2007 Premio a la mejor puesta en escena de murgas